# Kuannersuit
Kuannersuit (dänisch Kvanefjeld) ist ein 685 Meter hoher Berg im Distrikt Narsaq in der Kommune Kujalleq im Süden Grönlands. Nach ihm benannt ist die gleichnamige bedeutende Lagerstätte für Seltene Erden und Uran.

## Etymologie

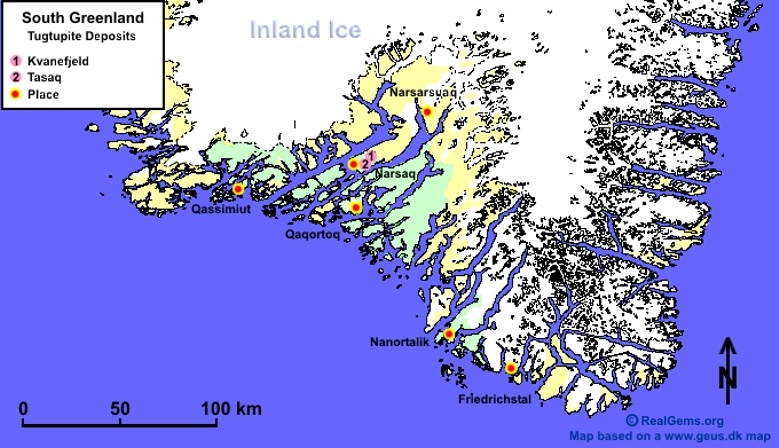
Die Lagerstätte Kvanefjeld (Ziffer 1) im Ilimmaasaq-Komplex bei Narsaq

Kuannersuit ist das grönländische Wort für „Große Engelwurze“, basierend auf dem Stamm kuanneq, einer Entlehnung aus dem altnordischen hvǫnn, woraus auch das dänische gleichbedeutende dänische Wort kvan hervorgegangen ist. Der dänische Name Kvanefjeld bedeutet somit „Engelwurzberg“.

## Geschichtliches
Die Lagerstätte Kvanefjeld war erstmals im Jahr 1956 entdeckt worden. Prospektion und Erkundung waren seitdem am Ilimmaasaq-Komplex schon seit längerer Zeit zugange. Die ursprüngliche Entwicklung der Lagerstätte war ganz auf Uran konzentriert – was durch den Besuch des Physikers Niels Bohr in Narsaq im Jahr 1957 unterstrichen wurde. Im Jahr 1983 entschied sich jedoch die dänische Regierung, den Ausbau der Atomenergie nicht weiter fortzusetzen – und so wurden die Entwicklungsarbeiten am Kuannersuit 1984 vorerst eingestellt. Eine weitere Exploration wurde noch im selben Jahr von den grönländischen Behörden untersagt.
Jedoch wurde im Jahr 2007 das Gelände von der Bergwerksgesellschaft Greenland Minerals and Energy Ltd (GMEL) aufgekauft. Bedingt durch den Entscheid der grönländischen Regierung aus dem Jahr 2010, die Betriebsbedingungen für den geplanten Tagebau weniger restriktiv zu handhaben, eröffnete sich jetzt die Möglichkeit, zu einem groß angelegten Abbau überzugehen. So wurde im Jahr 2015 der Antrag für die Abbaulizenz eines offenen Tagebaus der grönländischen Regierung unterbreitet.
Der Hauptaktionär von GMEL war im Jahr 2017 die chinesische Firma Shenghe Resources Holding Co. Ltd, die auf der Börse von Shanghai eingetragen war.
Der geplante Tagebau wurde aber im Jahr 2021 zum Streitthema der Parlamentswahl in Grönland 2021. Aus dieser ging die neue Koalition aus Inuit Ataqatigiit und Naleraq siegreich hervor, deren politisches Programm vor allem vom Widerstand gegen den Uranabbau geprägt worden war. Die regierende Koalition erließ sodann einen generellen Stopp des Uranbergbaus, der den weiteren Ausbau des Projekts beendete.

## Geographie

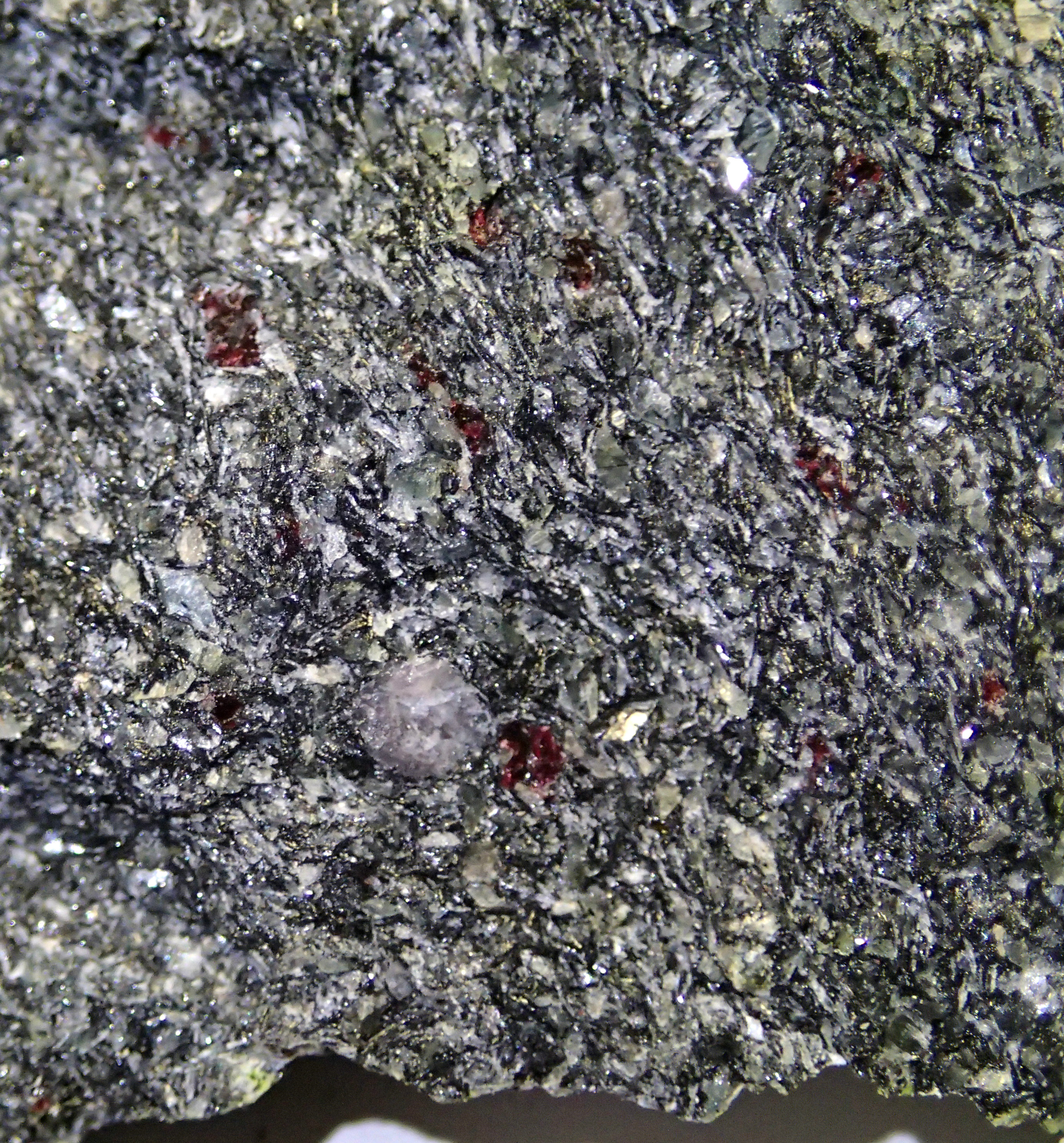
Villiaumit-führender Lujavrit vom Kuannersuit

Der Berg Kuannersuit und die assoziierte Lagerstätte liegen knapp 10 Kilometer nordöstlich von Narsaq in der Kommune Kujalleq. Sie gehören beide zum Nordwestrand des Ilimmaasaq-Komplexes – einer rund 1.160 Millionen Jahre alten, alkalischen Intrusion des Mesoproterozoikums (Stenium). Der Gipfel sitzt auf einer Plateaufläche und bildet Teil des vom Ilimmaasaq (1390 Meter) herabziehenden Südwestgrats, dem auch der Ilimmaasap Allequtaa (Steenstrup Fjeld) (865 Meter – knapp 2 Kilometer weiter im Nordosten des Kuannersuit)  angehört. Der Ilimmaasaq ist rund 5 Kilometer vom Kuannersuit entfernt. Die Südostseite des Südwestgrats wird vom Kuuk (Narsaq Elv) nach Südwesten zur Bucht Narsap Ilua bei Narsaq entwässert. Der Fluss entspringt 2 Kilometer südlich des Ilimmaasaqs.

## Geologie
Der Berg Kuannersuit und das ihn umgebende Kvanefjeld-Plataeu befinden sich geologisch an der Nordwestecke des Ilimmaasaq-Komplexes, und zwar in dessen Dachbereich. Hier berühren Lujavrite die Vulkanite der Eriksfjord-Formation.
Der Berg Kuannersuit und die von ihm aus in Südostrichtung abfallende Lagerstätte liegen vorwiegend auf Lujavriten des Ilimmaasaq-Komplexes – und zwar auf Aenigmatit-Lujavriten. Diese werden umringt von der mesoproterozoischen Eriksfjord-Formation (vorwiegend 1.350 bis 1.140 Millionen Jahre alte Vulkanite und Sandsteine) sowie im Südosten von Augitsyenit und Aegirin-Lujavriten. Im äußersten Nordosten des Berges in Richtung Ilimmaasap Allequtaa (Steenstrup Fjeld) erscheint auch noch ein kleines Vorkommen an Naujait. Die Lagerstätte endet im Südosten im Alluvium des nach Südwest über Narsap Ilua (Dyrnæs) nach Narsaq entwässernden Flusses Kuuk (Narsaq Elv). Die etwas abgesonderte Narsaq-Intrusion erscheint nur knapp einen Kilometer nördlich des Berges, dahinter liegt dann bereits der Fjord Kangerluarsuk.
Im Einzelnen ist die Geologie am Kuannersuit sehr kompliziert, da mehrere Gesteinstypen des Komplexes, Nebengesteine, Gabbros und auch Anorthosite als Einschlüsse zusammen in einer Matrix auftreten, welche ihrerseits aus mindestens zwei verschiedenen Lujavriten aufgebaut ist. Hinzu kamen eine starke Metasomatose-Überprägung und hydrothermale Einflüsse. Das Gebiet wird ferner von einigen späten Lamprophyrgängen durchquert. 
Eine recht neue Interpretation geht dahin, Kuannersuit als einen Ableger eines an Arfvedsonit reichen Lujavritmagmas anzusehen, welches entlang einer Bruchzone am Nordrand des Komplexes eindrang. Ein sehr spät differenzierter Lujavrit ist sehr reich an Naujakasit und Steenstrupin-(Ce). Diese Gesteine stehen am Ende einer sehr langen Entwicklung des Stammmagmas und sind hyperagpaitisch. Wegen ihres außergewöhnlichen hohen Gehalts an Seltenen Erden sind sie von großer wirtschaftlicher Bedeutung.

### Gipfelaufbau
Der Gipfel des Kuannersuit wird von den Vulkaniten der Eriksfjord-Formation gebildet. Diese nehmen in etwa das obere Drittel des Plateaus ein und gehen dann mit einem scharfen Kontakt in Lujavrite über. Die Lujavrite ziehen das gesamte restliche Plateau bis zum Kuuk (Narsaq Elv) hinunter, welcher dann seinerseits von recht hellen Naujaiten unterlagert wird. Am Südwestgrat unterhalb des Gipfels überlagern die Vulkanite direkt mittel- bis grobkörnige M-C-Lujavrite, die linsenartig dem bräunlichen Augitsyenit aufsitzen. Der Augitsyenit bildet dann die Fortsetzung des Südwestgrats und reicht ebenfalls bis zum Kuuk hinunter.
Im unteren Drittel des Plateaus ist eine Gletschertrimmlinie schön zu erkennen.

### Minerale
Der Kuannersuit ist die Typlokalität von vier Mineralarten: Kvanefjeldit, Nacareniobsit (Nacareniobsit-Ce), Townendit und Vitusit (Vitusit-Ce). Darüber hinaus treten an der Lagerstätte weitere 37, zum Teil recht seltene Minerale auf, darunter Aegirin, Albit, Alkalifeldspat, Analcim, Arfvedsonit, Bartonit, Britholith (Britholith-Ce), Chkalovit, Chlorbartonit, Dorfmanit, Epistolit, Erikit, Eudialyt, Mikroklin, Lomonosovit, Lorenzenit, Manganeudialyt, Monazit, Monazit-Ce, Moskvinit-(Y) (kurz Moskvinit), Murmanit, Natrolith, Natrophosphat, Naujakasit, Nephelin, Neptunit, Pektolith, Rhabdophan (Rhabdophan-Ce), Rinkit, Sodalith, Sphalerit, Steenstrupin-(Ce) (kurz Steenstrupin), Trona, Tugtupit, Ussingit, Villiaumit und Vuonnemit.

### Geochemie

#### Hauptelemente
Die folgenden geochemischen Analysen der Hauptelemente vergleichen den primären Augitsyenit mit verschiedenen Lujavriten des Ilimmaasaq-Komplexes (Aegirinlujavrit und Arfvedsonit-Lujavrit) und des Kvanefjelds (Arfvedsonit-Lujavrit, Villiaumit-Arfvedsonit-Lujavrit und Naujakasit-Lujavrit)
| Oxid Gew. % | Augitsyenit | Aegirinlujavrit | Arfvedsonit-Lujavrit | Arfvedsonit-Lujavrit | Villiaumit-Arfvedsonit-Lujavrit | Naujakasit-Lujavrit |
| ----------- | ----------- | --------------- | -------------------- | -------------------- | ------------------------------- | ------------------- |
| SiO2        | 53,24       | 52,38           | 52,25                | 51,22                | 48,25                           | 50,02               |
| TiO2        | 2,44        | 0,22            | 0,23                 | 0,24                 | 0,25                            | 0,22                |
| Al2O3       | 14,79       | 13,20           | 12,23                | 12,06                | 12,30                           | 13,12               |
| Fe2O3       | 2,64        | 10,90           | 6,06                 | 5,44                 | 7,03                            | 4,27                |
| FeO         | 8,66        | 1,96            | 8,72                 | 8,80                 | 7,72                            | 9,40                |
| MnO         | 0,24        | 0,37            | 0,64                 | 0,56                 | 0,54                            | 0,70                |
| MgO         | 1,60        | 0,10            | 0,12                 | 0,06                 | 0,02                            | 0,03                |
| CaO         | 4,94        | 1,20            | 0,27                 | 0,26                 | 0,14                            | 0,19                |
| Na2O        | 4,68        | 10,72           | 9,25                 | 9,90                 | 14,31                           | 12,41               |
| K2O         | 4,26        | 2,82            | 3,23                 | 3,31                 | 3,41                            | 3,28                |
| P2O5        | 0,74        | 0,18            | 0,54                 | 0,73                 | 0,58                            | 0,48                |
| H2O−        | 0,19        | 0,28            | 0,24                 | 0,09                 | 0,09                            | 0,07                |
| H2O+        | 0,29        | 3,44            | 3,65                 | 3,41                 | 1,78                            | 1,94                |
| Al/K+Na     | 1,20        | 0,64            | 0,65                 | 0,61                 | 0,46                            | 0,55                |
| Al/K+Na+Ca  | 0,69        | 0,58            | 0,64                 | 0,59                 | 0,45                            | 0,54                |

Die angeführten Gesteinsproben sind mit Ausnahme des Augitsyenits alle peralkalisch (mit Al/K+Na < 1). Der Augitsyenit ist metaluminos (mit Al/K+Na > 1 und Al/K+Na+Ca < 1). Der SiO2-Gehalt der Lujavrite schwankt zwischen 48,25 und 52,38 Gewichtsprozent und ist somit intermediär. Der Na2O-Gehalt erreicht im Villiaumit-Arfvedsonit-Lujavrit enorm hohe Werte von 14,31 Gewichtsprozent, der gleichzeitig mit 0,46 auch den am stärksten peralkalischen Charakter aufweist. Sämtliche Gesteine sind natriumbetont.

#### Spurenelemente
Die Spurenelemente in den feinkörnigen Lujavriten zeigen hohe Konzentrationen bei Zirconium (bis 5567 ppm), Cer (bis zu 3900 ppm), Lanthan (bis 3210 ppm), Zink (bis 2680 ppm), Rubidium (bis 971 ppm), Neodym (bis 937 ppm), Yttrium (bis 929 ppm), Lithium (bis 882 ppm) und Niob (bis 480 ppm). Recht hoch konzentriert sind neben Uran, Thorium und Seltene Erden generell die residuellen Elemente Phosphor, Fluor, Beryllium, Cäsium, Zinn, Blei, Molybdän, Arsen, Tantal und Gallium. Sehr niedrig konzentriert sind hingegen Barium und Strontium. 

## Lagerstätte

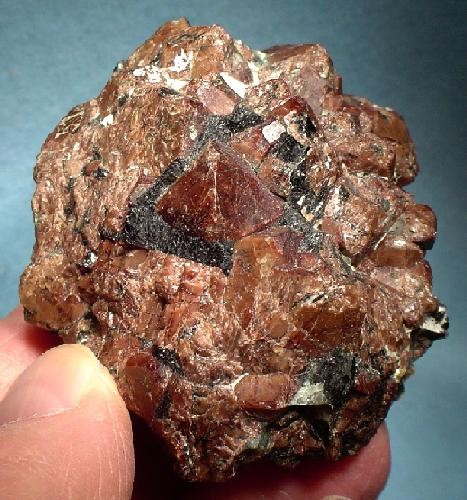
Eudialyt mit Aegirin vom Ilimmaasaq-Komplex

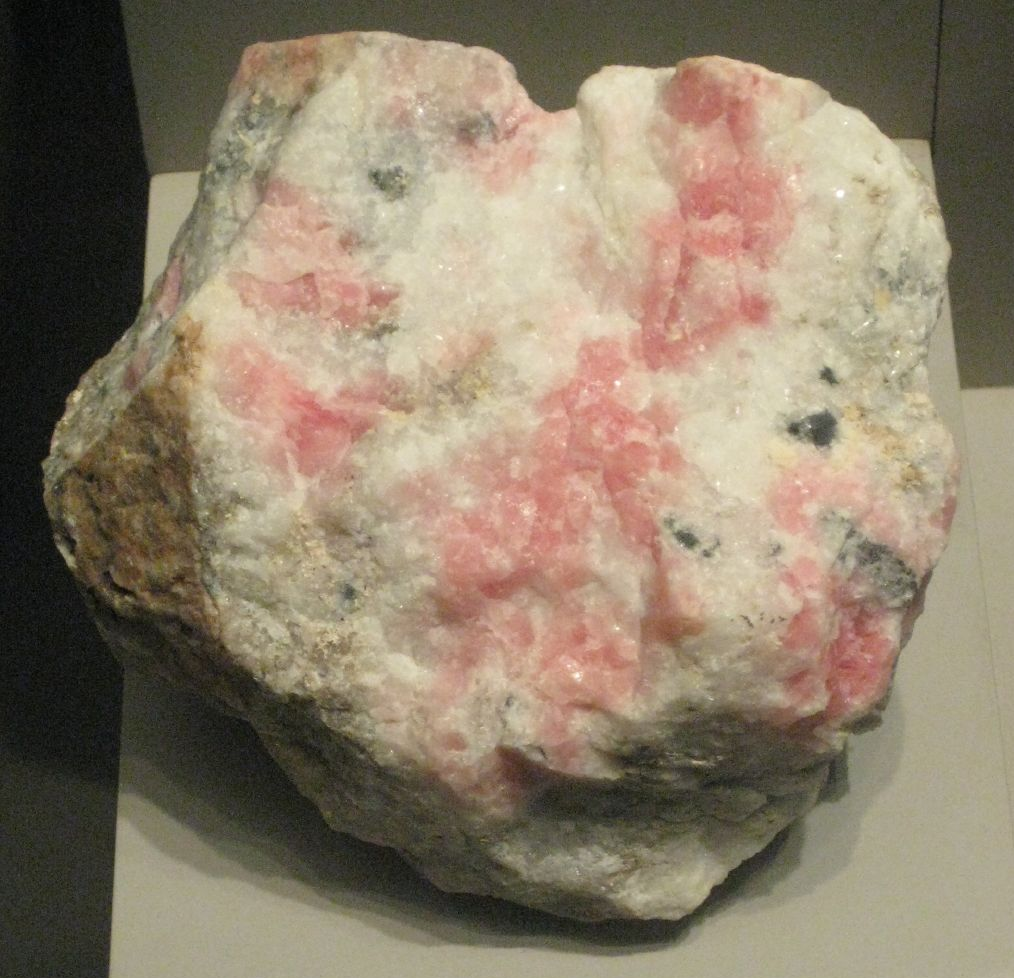
Tugtupit vom Kuannersuit

Die Lagerstätte Kuannersuit gilt als zweitgrößtes Vorkommen für Seltene-Erden-Oxide weltweit und als sechstgrößtes Vorkommen für Uran. Es sind auch bedeutende Ablagerungen von Zink und Natriumfluorid (Villiaumit) vorhanden. Der Kuannersuit stellt somit eines der größten Vorkommen mit breiter Elementstreuung dar und ist einzigartig in seiner Art. Die Lagerstätte unterscheidet sich daher durch seine Bandbreite von anderen Seltene-Erden-Projekten.
Vor allem Uran hat sich im Dachbereich in M-C-Lujavriten (Steenstrupin-führenden Lujavriten) angereichert, die Gesteine sind radioaktiv. Das Dach selbst ist fenitisiert und reich an Steenstrupin.
Die höchsten Konzentrationen an Seltenen Erden, Uran und Zink befinden sich somit in den Hangendlagen des Lujavrits. Lujavrit ist eine dunkle (melanokrate), agpaitische, seltene Varietät von Nephelinsyenit, die sich aus Amphibol, Pyroxen (Aegirin), Nephelin und Feldspat zusammensetzt. Rote Flecken im Gestein werden von dem seltenen, wasserlöslichen Halid Villiaumit (NaF – Natriumfluorid) aufgebaut.
Lujavrite (insbesondere die Arfvedsonit-Lujavrite und die M-C-Lujavrite) enthalten innerhalb des Komplexes die höchste Konzentration inkompatibler Elemente (mit der höchsten Konzentration an Lithium, Rubidium, Beryllium, Seltene Erden, Zink, Uran, Thorium und anderen Elementen) und bilden daher bedeutende Erzlagerstätten – wie eben die Lagerstätte Kuannersuit. Sie stehen am Ende einer extremen Fraktionierung, nachdem 99 % des primären Augitsyenits auskristallisiert waren.
Die feinkörnigen Lujavrite können auf dem Kvanefjeld-Plateau in einen Nord- und in einen Südabschnitt unterteilt werden, dazwischen legt sich eine Übergangszone. Der Nordabschnitt folgt dem Nordkontakt des Komplexes und setzt sich dann östlich des Plateaus entlang dem Nebengesteinskontakt als Lujavritgürtel fort. Der Nordabschnitt hat relativ niedrige Gehalte an Uran, Thorium und Seltene Erden, die hyperagpaitische Mineralogie beschränkt sich hierbei auf die stratigraphisch höchsten Abschnitte. Die Übergangszone und der Südabschnitt des Plateaus liegen unter riesigen Massen von Nebengesteinen, die als in situ Überbleibsel des Dachs der lujavritischen Magmenkammer angesehen werden können. Übergangszone und Südabschnitt haben sehr hohe Gehalte an Uran, Thorium und Seltene Erden und enthalten hyperagpaitische Varietäten mit Naujakasit, Steenstrupin und Villiaumit.
Die Schlüsselrolle bei der Bildung der Kvanefjeld-U-Th-REE-Lagerstätte spielte sicherlich das Deckgebirge, das als eine Art undurchdringbarer Deckel für die darunter kristallisierende Magmenkammer fungierte, in welcher sodann flüchtige und residuelle Elemente sich frei bewegen und akkumulieren konnten. Ein ganz ähnlicher Prozess lief auch im Zentrum des Komplexes ab.
Generell bilden im Ilimmaasaq-Komplex die Eudialyt-reichen Partien von Naujaiten, Kakortokiten und Lujavriten eine enorme Ressource an Zirconium, Niob und Seltenen Erden (insbesondere HREE). Sie werden begleitet von Pegmatiten und Hydrothermalmineralisationen. Nennenswert sind beispielsweise auch Adern aus Ussingit, die sehr reich an Chkalovit und anderen Berylliummineralen sind, sowie Vorkommen an Pyrochlor und anderen Niobmineralen.
In der Nordhälfte des Ilimmaasaq-Komplexes konnten überdies weitere neue Zielgebiete ausgemacht werden (beispielsweise auf dem Steenstrup Fjeld, in der Sørensen Zone am Fjord Tunulliarfik weiter im Süden und in der Zone 3 am Nordostrand des Massivs). Auch die beiden zusätzlichen Zielgebiete sind mit Lujavriten assoziiert und stellen weitere potentielle Lagerstätten dar. Im Jahr 2015 waren all diese Ablagerungen in der Hand der GMEL. Schätzungen für alle Lagerstätten belaufen sich auf einen Gesamtwert von 1.010 Millionen Tonnen Erz, davon rund 300 Millionen Tonnen U3O8, 11,13 Millionen Tonnen RE2O3 und 2,3 Millionen Tonnen Zink.
Der Kuannersuit ist unter Mineraliensammlern bekannt für fluoreszierende Minerale wie beispielsweise Tugtupit und Chkalovit.

## Zusammenschau
Das Kvanefjeld-Plateau ist der westliche Ausläufer einer etwa 5 Kilometer langen Intrusion, in der die Lujavrite in den Nordwestabschnitt des Ilimmaasaq-Komplexes eingedrungen sind. Ihr Quell war ein konsolidierender Ableger des eingekeilten, Sandwich-artigen Arfvedsonit-Lujavrit-Magmas aus der zentralen Ilimmaasaq-Magmakammer. Wie bereits angesprochen konnte dieser Ableger entlang einer Bruchzone am Nordrand des Komplexes vordringen, es sind aber durchaus auch andere Szenarien denkbar. 
In der U-Th-RRE-Lagerstätte Kuannersuit lassen sich zwei Petrofazies an feinkörnigen Lujavriten unterscheiden. Die erste Fazies umfasst den durchgehenden Lujavritgürtel im Norden des Plateaus, der sich nach Nordosten bis unterhalb des Steenstrup Fjelds hin ausdehnt. Der Gehalt an Uran, Thorium und Seltenen Erden der ersten Fazies ist niedriger als in allen anderen Lujavriten des Kvanefjeld-Plateaus, jedoch etwas höher als im Sandwichartigen Arfvedsonit-Lujavrit im Zentrum des Komplexes (die Lujavrite sind wie ein Sandwich zwischen den basalen Kakortokiten und der Dachserie eingekeilt). Die zweite Lujavritfazies besteht aus feinkörnigen Arfvedsonit-Lujavriten im Südteil des Kvanefjeld-Plateaus. Diese Gesteine hatten sich unter einem sehr starren Dach aus Gabbro-verstärkten Vulkaniten verfestigt. Die Vulkanite bilden hier flächenmäßig den größten Anteil und sind an Ort und Stelle verbliebene Überreste des einstigen Dachs der Lujavrit-Magmenkammer. In der Übergangszone und im Nordabschnitt des Kvanefjeld-Plateaus ist das ehemalige Dach in große Xenolithen aufgebrochen worden.
Die südliche Lujavritfazies des Kvanefjeld-Plateus besitzt sehr hohe Gehalte an Uran, Thorium und Seltenen Erden. Anzeichen für eine violente Platznahme deuten darauf hin, dass Fluida and residuelle Elemente sich oberhalb des sich verfestigenden Ablegermagmas angesammelt hatten – was zu einer Druckerhöhung und letztendlich zu einer Explosion führte. Hierdurch wurde das an Fluida angereicherte Magma in Risse entlang der West- und Südseite der Magmenkammer eingepresst – und schließlich als an Steenstrupin-reicher Arfvedsonit-Lujavrit auskristallisiert.
Der gewaltsame Ausbruch des fluidreichen Magmas hatte Freiraum geschaffen und ermöglichte es dadurch fluid- und elementärmerem Magma von unten in die Magmenfördergänge nachzuströmen und dort zu kristallisieren. Die Bildung der Uran-Thorium-Seltene Erden-Ablagerungen des Kvanefjeld-Typus verlangt generell nach einer langsam voranschreitenden, kontinuierlichen Kristallisation eines großvolumigen, agpaitischen Magmas, das an residuellen und flüchtigen Elementen angereichert war und zusätzlich von einer dichten Dachregion versiegelt wurde. Eine derartige Kombination wird nur selten verwirklicht und erklärt, warum der Ilimmaasaq-Komplex das einzige bekannte Vorkommen an großen Mengen von hyperagpaitischen Gesteinen ist und auch warum die Minerale Naujakasit und Steenstrupin als Gesteinsbildner nur hier bekannt sind.

## Umweltbeeinträchtigung durch einen eventuellen Abbau

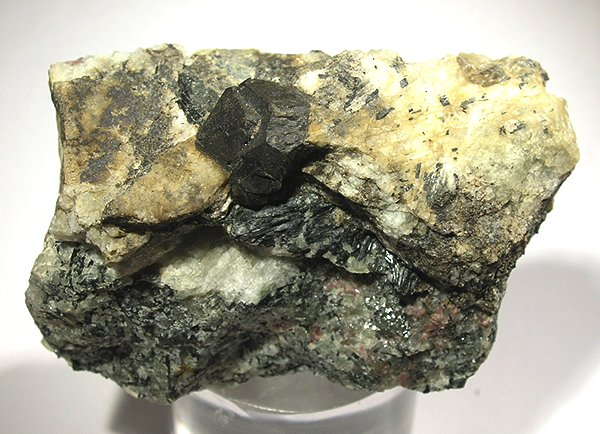
Das radioaktive, hyperagpaitische Mineral Steenstrupin (Ce) im Ilimmaasaq-Komplex

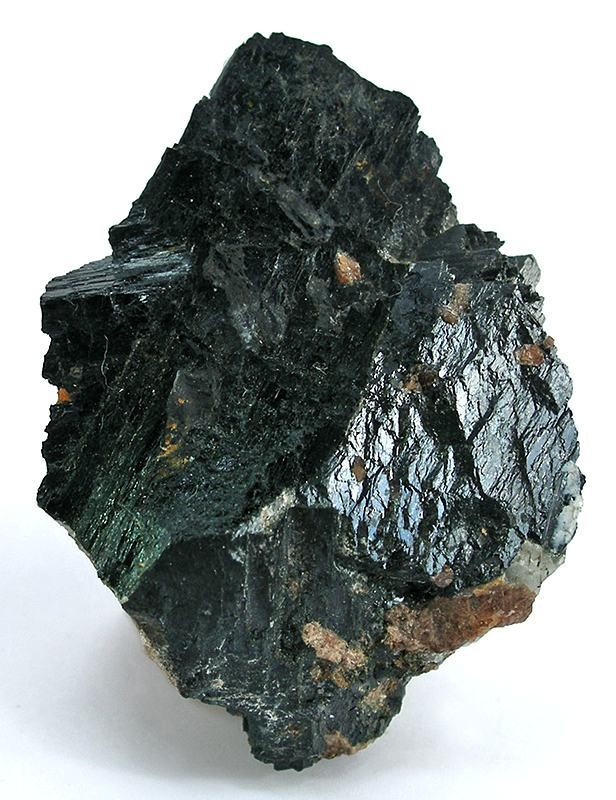
Britholit-(Ce) vom Ilimmaasaq-Komplex

Da die Lagerstätte im Durchschnitt rund 340 ppm Uran und 750 ppm Thorium in Mineralen (wie z. B. radioaktives Steenstrupin und Monazit) aufweist, ist sie bereits in ihrem jetzigen Zustand radioaktiv. Henning Sørensen und Kollegen (2011) geben weitaus höhere Maximalwerte an, beispielsweise für einen Naujakasit-führenden Lujavrit bis zu 603 ppm Uran im Nordabschnitt und bis zu 852 ppm Uran im Südabschnitt. Die Thoriumwerte liegen bei maximal 1392 ppm im Norden und bei maximal 3310 ppm im Süden. Die Arfvedsonit-Lujavrite ergaben im Norden maximal 375 ppm Uran und im Süden maximal 470 ppm Uran. Die Thoriumwerte des Arfvedsonit-Lujavrits betragen im Norden maximal 619 ppm Thorium und im Süden maximal 2495 ppm Thorium. Ein Aegirin-Lujavrit im Nordabschnitt ergab 106 ppm Uran und 186 ppm Thorium.
Diese Hintergrundaktivität wird durch einen Abbau zweifelsohne erhöht. Berechnungen gehen von einer Belastung von 4,6 mSv aus. Dies entspricht in etwa dem Vierfachen der normalen Hintergrundstrahlung. Neben diesen Auswirkungen beruhend auf vorwiegend Gammastrahlen wird gleichzeitig Radon freigesetzt. Dieses radioaktive Gas lässt sich bereits im 10 Kilometer entfernten Narsaq nachweisen.
An Radon konnten folgende Messwerte erzielt werden: 
- für 222Rn fanden sich bei Narsaq bis zu 126 Becquerel pro Kubikmeter Luft und auf dem Kuannersuit bis zu 233 Bq/m³ (gemessen 2008/2009)
- für 220Rn (Thoron) fanden sich bei Narsaq bis zu 47 Bq/m³ und auf dem Kuannersuit bis zu 53 Bq/m³ (Messwerte von 2013 und respektive 2010).

Eine weitere Umweltbelastung stellt der beim Abbau freigesetzte Staub dar, der überdies schwach radioaktiv ist. Konzentrationsmessungen an Staub als PM10 (in Mikrogramm pro Kubikmeter) ergaben Werte bis zu 4,3 μg/m³. Dieser Spitzenwert wurde jedoch in Narsaq erzielt. Gleichzeitig wurden ebenfalls im Staub Narsaqs 0,14 ng/m³ (entsprechend 0,56 μBq/m³) an 232Th und 0,01 ng/m³ (entsprechend 0,12 μBq/m³) an 238U gemessen, sowie Spitzenwerte bis zu 0,41 mBq/m³ an 210Po in der Umgebung Narsaqs. Zweifelsohne recht geringe Belastungen im Vergleich zu Radon, deren Gefahren aber durch das leichte Eindringen von Staub in die Atemwege nicht zu unterschätzen sind.